# Yoo Sang-chul
Yoo Sang-Chul (Seoul, 18 oktober 1971 – aldaar, 7 juni 2021) was een Zuid-Koreaans voetballer die als middenvelder speelde.

## Carrière
Yoo Sang-Chul speelde tussen 1994 en 2006 voor Ulsan Hyundai FC, Yokohama F. Marinos en Kashiwa Reysol. Nadien werd hij trainer.

## Zuid-Koreaans voetbalelftal
Yoo Sang-Chul debuteerde in 1994 in het Zuid-Koreaans nationaal elftal en speelde 123 interlands, waarin hij 18 keer scoorde. Hij maakte deel uit van de Zuid-Koreaanse selectie die op het wereldkampioenschap voetbal 2002 vierde werd.